# Colostygia costovata
Colostygia costovata là một loài bướm đêm trong họ Geometridae.